# Valdeir Vieira
Valdeir Vieira, född 11 juli 1944, är en brasiliansk fotbollstränare.
Valdeir Vieira var tränare för det costaricanska landslaget 1996–1997, iranska landslaget 1997 och omanska landslaget 1998–1999.